# Токбай-Талаа
Токбай-Талаа (кирг. Токбай-Талаа) — село в Кара-Кульджинском районе Ошской области Кыргызстана. Административный центр Чалминского айылного аймака.

## География
Село расположено в северной части области, на левом берегу реки Тар, на расстоянии приблизительно 12 километров (по прямой) к юго-востоку от села Кара-Кульджа, административного центра района. Абсолютная высота — 1491 метр над уровнем моря.

## Население
Согласно оценочным данным Национального статистического комитета Кыргызской Республики, численность населения села на начало 2023 года составляла 4535 человек.
| год     | 2009 | 2014 | 2015 | 2020 | 2021 | 2023 |
| ------- | ---- | ---- | ---- | ---- | ---- | ---- |
| человек | 4065 | 4432 | 4446 | 4588 | 4449 | 4535 |

## Известные уроженцы
- Абакиров Мамут (1912—2003) — заведующий коневодческой фермой, Герой Социалистического Труда.